# Robert Jonsson
Gustaf Robert Jonsson, född 10 maj 1880 i Klara församling i Stockholm, död där 5 augusti 1960, var en svensk skådespelare och sångare.
Han var från 1919 gift med Judit Söderberg, senare känd som skådespelaren Jullan Jonsson. De är begravda på Sandsborgskyrkogården.

## Filmografi
- 1923 – Hälsingar
- 1924 – Folket i Simlångsdalen
- 1929 – Konstgjorda Svensson

## Teater

### Roller
| År   | Roll            | Produktion                                                  | Regi             | Teater                      |
| ---- | --------------- | ----------------------------------------------------------- | ---------------- | --------------------------- |
| 1922 |                 | Halta Lena och vindögda Per Ernst Fastbom                   |                  | Tantolundens friluftsteater |
| 1922 |                 | Det stora mågakriget Walter Stenström och Nanna Wallensteen | Walter Stenström | Tantolundens friluftsteater |
| 1931 | Jerker Speleman | Dunungen Selma Lagerlöf                                     | Gustaf Linden    | Skansens friluftsteater     |